# Hyencourt-le-Grand
Hyencourt-le-Grand foi uma comuna francesa na região administrativa de Altos da França, no departamento de Somme. Estendia-se por uma área de 2,95 km². Em 2010 a comuna tinha 86 habitantes (densidade: 29,2 hab./km²).
Em 1 de janeiro de 2017, passou a formar parte da nova comuna de Hypercourt.